# ステルシング
ステルシング(英: stealthing)とは、性行為中に、合意に基づかずに、コンドームを密かに取り外したり損傷させたりする行為のこと 。
性的暴行・レイプと見なされ得るもので、生殖的強制の一種とされる。

## 歴史と実例
この行為を指して用いられる「ステルシング」という言葉は、少なくとも2014年のゲイコミュニティで確認することができる。
2017年に『コロンビアジャーナル・オブ・ジェンダー・アンド・ロー』に掲載されたステルシングに関する記事では 、アレクサンドラ・ブロツキーが被害者の経験を記述し、法的解釈や検討され得る法的措置について説明している。    
ブロツキーは、様々なウェブサイトやフォーラムでステルシングがどのように語られているかについて記述しており  、これらのフォーラムがしばしばステルシングの成功を自慢したり、その方法を共有したりするものである事を指摘している。ステルシングは「被害者の身体を脅かし、尊厳を傷つけるもの」とされるが、加害者はそれを「男性の自然な本能によるものとして正当化する」という。コロンビア・ロースクールのスザンヌ・ゴールドバーグ教授は、ステルシング自体は新しいものではないが、インターネット上で共有されるようになったのは最近の事であるとする。ステルシングの手口は『The Experience Project』などのソーシャルメディアプラットフォームに投稿されている。
コンドームを付けてほしいという願いは、相手の反応への恐れや何らかの圧力、あるいは知識の欠如・働きかけへの不慣れなどによって、若者の性交渉において沈黙させられがちである。この問題に対処するためには、性交渉の相手がコンドームの必要性やその意義についての有益な情報を認識している事が重要である。（このアウトリーチのフォーラムには、 HIV / AIDSおよびSTIの健康的および不健康な人間関係の実践と予防プログラムの議論を促進するコミュニティ全体の介入が含まれる可能性がある）。予防のための安全教育等は学校が提供可能だが、この場合は学校に通わない子供が高リスクとなるため、コミュニティセンターや拘留センターなどの追加の手段も必要である。
ステルシングに関する統計は限られているが、ケリー・キュー・デイビスらの行った調査によると、対象の若年男性の9.0%がコンドームを拒否したことがあり、ここにはステルシングも含まれるという。また、The National Sexual Assault Hotlineは、ステルシングに関する電話相談を受けていると報告している。メルボルンに本拠を置く性的健康クリニックは近年の研究において、クリニックに通う患者のうち男性と性行為をした事のある女性および男性と性行為をした事のある男性を対象にステルシング被害経験を尋ね、状況要因を分析している。この調査では、女性の32%、同性と性的関係を持った男性の19%がステルシングを経験した事が報告されている。被害女性は現在セックスワーカーである可能性が高く、被害男性は不安やうつ病を報告する可能性が高かった。また、ステルシングを経験した女性と男性の両方の参加者は、ステルシングを性的暴行であると考える割合が被害を経験していない人々の3分の1であった。また、米国の近年の2つの調査では、飲酒をする若い男性のおよそ10％が14歳以降にステルシングを行った事があると回答している。これを行った男性はそうでない男性よりも性感染症の罹患率やパートナーが計画外の妊娠をしている割合が高かった。もう一つの研究では若い女性の12%が合意に基づかないコンドームの取り外しを経験しており、行為者は全ての例で男性であった。
フランスの男性外交官が「ステルシング」をした疑いで、パリ検察が捜査していることを、捜査関係者が2020年9月29日に明らかにした。

## 法的および倫理的懸念
英国の法律では、特定の性行為への同意は全ての行為への同意を意味しない条件付き同意であるとされている 。2018年にはドイツで初のステルシングによる性的暴行の有罪判決が下されており、2017年にはスイス・ローザンヌの裁判所が、「相手の予期に反して性行為中にコンドームを取り外す」という行為を含むレイプについて有罪判決を下している。しかし後者の判決は、2019年、スイス連邦最高裁判所で破棄され、同最高裁は、被告は有罪であるものの、前述の行動自体に違法性はない旨判示した。2014年には、カナダ最高裁判所が、コンドームに穴を空けた者を性的暴行で有罪とする原判決を支持し、判決が確定した。
アメリカにおいては、現行法にステルシングを裁く法令はなく、関連する訴訟も知られていない 。ブロツキーはステルシングに関する調査で、スイスとカナダの裁判所が「パートナーに気付かれないようにコンドームの破損・取り外しをする行為」を有罪とした事に触れており、ステルシングをレイプの一種か、それに類する行為であると述べている。  
オーストラリアにおけるステルシングの裁判例は現在進行中であるが、ニューサウスウェールズ州法学会の会長が「ステルシングは同意の条件を覆しており、性的暴行である」と主張している 。
こうしたステルシングの問題は日本国内でも被害の声が出ていて、弁護士上原幹男は「ステルシングは性暴力であり、相手に精神的な苦痛が来た場合は法的責任に問われる可能性がある」と言う。また、自身の経験から、日本の思いがけない妊娠・中絶の多さに問題意識を持ち緊急避妊ピルを誰でも容易に手に入れられることを目指しているNPO法人ピルコンの染矢明日香は「女性がステルシングに気づいても、相手との関係が崩れるのを恐れ、被害を相談しにくい現状がある」としたうえで、「男性は軽い気持ちで性行為中にコンドームを外すケースも多いが、避妊に協力しないことは相手の尊厳を傷つける問題なのを社会で共有する必要がある」と答えている。

## 影響とリスク
性交中のコンドームの棄損や取り外しは、意図しない妊娠や性感染症（STI）の感染リスクを高める  。被害者は裏切られたと感じ、その行為を自己と尊厳の重大な侵害であると考える。多くの人が精神的なストレスを感じ、過去に性的暴行を受けた者においては特に顕著である。 

## ポピュラーカルチャーにおけるステルシング
レイプに類するもの(rape adjacent)という表現は、ミカエラ・コールの2020年のテレビミニシリーズ『I May Destroy You』に登場している。同作は同意を得ずにコンドームを取り外すシーンを含んでおり、第5話においてコール演ずるアラベラがゼイン（カラン・ギル）の行ったステルシングを公にし、「レイプに類するもの(rape adjacent)というか、レイプ的な行為(a bit rapey)というか……彼はイギリスの法律ならレイプ犯になる」と述べている。彼女はさらにアメリカ・オーストラリアの法律をイギリスと比較し、「彼の行為は、アメリカにいれば『レイプに類するもの(rape adjacent)』になるし、オーストラリアにいれば『レイプ的な行為(a bit rapey)』になる」としている。